# プー&ムー
プー&ムー（ぷーあんどむー）は、吉本興業東京本社（東京吉本）に所属する日本の漫才コンビである。二人とも熊本県天草市（当時本渡市）出身で天草弁で漫才をする。体を張った芸で人気を集めている。デビュー以来吉本興業福岡事務所（福岡吉本）に所属し、九州を中心に活動していたが、2009年4月、東京吉本に移籍、コンビで東京進出を果たした。

## メンバー
- おたこぷー…（本名・松田 成史〔まつだ しげふみ〕、1972年1月17日 - ）旧名：おタコ・プー、おタコプー。ボケ担当。

体を張ることが多く、ハスキーボイスで独特の喋りを展開する。また、奇抜な動きから繰り出されるポーズや、意味不明のフレーズで笑いをとるのが得意である。得意なギャグは「お久しブリッジ」、「北の政所」。自身が歌って踊る「おタコ体操」で一世を風靡した。似たような芸風、性格の江頭2:50とギャグ対決をしたことがあり、最終的には二人とも全裸になって暴走し、スタッフや視聴者を呆れさせた。
一時期CROSS FMでナビゲーターとしても活動しており、同じく人気ナビゲーターであった北野順一にライバル意識を燃やしていたが、その後同じ番組で競演することになる。
当時月収10万円に対し借金が600万円以上あり、失踪、自殺未遂をした事がある（その事の一部始終が『スーパーテレビ情報最前線』（日本テレビ）で紹介された）。公開録音形式に近いラジオ放送の際に借金取りがその現場に来ており「松田金返せ」という幕を番組中ずっと掲げていた。そのせいか、当時のレギュラー番組をそのままおいて7日間失踪した。最初の2日間は自宅にいたが、その後自転車で日本横断を目論むも断念。コンビニで自転車を10円玉2枚と交換し、友達に連絡しそこで1泊。その後ほかの場所を転々とし、失踪から1週間後に福岡に戻った。
- おさむ…（本名・井上 修〔いのうえ おさむ〕、1971年5月29日 - ）旧名：シャバ僧、しゃば蔵。ツッコミ担当。

イベント等ではMCを担当することが多い。
特技はテニス（中学時代 県大会優勝）、マラソン（番組企画、鉄人井上のコーナーで87kmを完走。シティマラソン福岡では、リポーターとしてハーフマラソンを完走）。
手を使っての形態模写を極める〔手芸（てげい）倶楽部〕をパンクブーブー・黒瀬、松下笑一と結成。
既婚、2児の父。

## 来歴
二人は高校の同級生同士で、1992年に漫才コンビを結成し福岡へ渡り「ワンダラーズ」（現在活動中の同名コンビは別人）としてデビュー。当時は「おタコプー」、「井上 修」で活動していた。
1997年、「とことんサンデー」にておタコ体操でブレイク。おタコはレギュラー4本あったものの、コンビとしての仕事はゼロだった。
1998年、おタコ失踪、1週間後に福岡に戻る。
1999年、おタコ、ラジオレギュラーを獲得。
2002年、おタコ600万の借金を返済。その後、おタコ一人の条件の東京吉本より引き抜きの話が出たが「一人ではいかん。修も一緒ではなかと」と東京進出を断った。当時、おタコしか仕事がなく、会社からも「相方の足を引っ張るな」と言われてきた修は引退を相談していたが、おタコは「コンビやかなといかん」と、ピンのレギュラー番組を辞めてコンビとしての活動を優先にした。同年、コンビ名を「プー&ムー」に改名。
2009年、東京へ進出。
2019年現在、おたこぷーは後輩の木下貴信（パタパタママ）が所長を務める清掃会社でバイト中。
2022年、YouTubeチャンネル開設。毎週日曜日20時(曜日時間帯前後あり)からファンへ向けて生配信実施。

## 賞レースでの戦績

### M-1グランプリ
| 年度   | 成績       | 会場                 | 日時           |
| ------ | ---------- | -------------------- | -------------- |
| 2002年 | 3回戦進出  |                      |                |
| 2003年 | 準決勝進出 | なんばグランド花月   | 2003年11月30日 |
| 2004年 | 準決勝進出 | ルミネtheよしもと    | 2004年11月28日 |
| 2005年 | 2回戦進出  | パナソニックセンター | 2005年11月5日  |

## 出演番組
過去
- とことんサンデー（テレビ西日本）※おたこのみ
- 空とぶヒヨコ（テレビ西日本）※おたこのみ
- Hi-Ho!（テレビ西日本）※おたこのみ
- がぶりんちょ (NBCラジオ) ※おさむのみ
- HYPER SUNDAY SUPER TELEPHONE REQUEST（CROSS FM）※おたこのみ
- おタコプーアワー・おタコのクセに!（KBCラジオ）※おたこのみ
- お宝満プー  (TVQ九州放送)
- わらいのじかん（テレビ朝日）※おたこのみ
- 少年タカトシ（BSジャパン）※おたこのみ
- OK! (RKBテレビ)  ※おさむのみ
- 今日もやっぱり基樹です (RKBテレビ)  ※おさむのみ
- パチカン  (大分放送)  ※おさむのみ
- ふとっぱら (テレビ西日本)
- 我こそサムライ （NHK福岡) ※おさむのみ
- 松紳（日本テレビ）
- KBCミミトモ（KBCラジオ）
- ピィース!（テレビ西日本）
- 爆笑オンエアバトル（NHK総合）戦績0勝3敗 最高329KB
  - 「ワンダラーズ」時代に2回、「プー&ムー」時代に1回出場。
- 人志松本の○○な話 (フジテレビ、7月29日)『ハマッている芸人』
- 爆生レッドカーペット (フジテレビ) キャッチコピーは「博多の秘密兵器」
- ぐるぐるナインティナイン「おもしろ荘」 (日本テレビ)
- 特捜警察ジャンポリス  (テレビ東京)
- オモバカ  (フジテレビ)
- バカソウル (テレビ東京)
- うつけもん (フジテレビ)
- 笑っていいとも!増刊号  (フジテレビ)
- リンカーン  (TBS)
- フットンダ (日本テレビ)
- 日10☆演芸パレード（MBS制作・TBS系列）
- 芸人ドキュメンタリー 下がり上がり（フジテレビ - 2015年）
- サガラとキヨトの乃木坂ぷぷぷ（2015年10月18日。11月15日、テレビ埼玉 - ）
- くっきーの陰素汰婆餌旅 in 沖縄（2018年4月15日、テレビ東京）※おたこのみ
- くっきーの陰素汰婆餌旅 in 京都（2018年10月4日、テレビ東京）※おたこのみ
- 野性爆弾のザ・ワールド チャネリング シーズン3 エピソード2（2019年10月25日、Amazon Prime Video）　※おたこのみ
- あらびき団ゴールデンSP（2022年2月12日、TBSテレビ）※おたこのみ「くっきー!&おたこぷー」として
- ラヴィット!（2022年5月6日、TBSテレビ）※おたこのみ
- 華丸の「先生！染まりんしゃったね…」（2022年6月3日、RKBテレビ）※おたこのみ
- はにわ王決定戦（2024年10月1日 - 2025年1月26日、NHK総合）※おたこのみ

## 出演映画
- 上京しない物語 (YOSHIMOTO DIRECTOR'S 100(博多華丸・大吉 監督))※おさむのみ
- ＃ハンド全力（2020年7月31日、松居大悟監督） - 本人役

## 出演CM
- キャベツうまたれ（くばら）※おたこぷーとパタパタママ木下のコンビ
- エクレールマンション（なかやしき）※おたこのみ
- CLUB HOUSE
- 九州電力

## おたこぷーのエピソード

### 初めて芸名を名乗った経緯
最初に芸名を名乗ったのは、テレビ西日本の深夜番組『Doの夜はとことん』内で、鶴屋華丸（現博多華丸）が面白い素人を探すコーナー「シケろ大合戦」に友人が出演することになり、その友人から「シゲちゃん一緒に出てくれ」と頼まれ出演した（1992年8月11日放送分）際、一旦「松田です」と自己紹介したものの、名前の語呂のせいで華丸がうまく聞き取れず訊き直したとき、おたこはボケる場面だと判断してしまい、その場の思いつきで「おたこプーです」と名乗ったのが初出。そのロケ映像を見た村上ショージが当時の福岡吉本所長に勧めたことで福岡吉本に入る。現在も博多華丸・大吉の二人はおたこの実力を高く評価している。

### 背骨を骨折
2001年、福岡の劇場で漫才の公演の最中に「お久しブリッジ」のギャグをやろうとした際、ブリッジに失敗し背骨を骨折した。完治するまでの間、テレビ、ラジオ、舞台の仕事は全てキャンセルした。
その骨折が元で腰椎の椎間板ヘルニアを患い、「お久しブリッジ」にドクターストップがかかり、それ以後「お久しブリッジ」を封印した。

### 歌手との親交
CROSS FMでオールリクエスト番組を担当したことがあり、アーティストとも交流がある。
番組内では平井堅と同年同日に生まれたことを頻りにアピールしていた。平井はブレイク前に同局で番組を担当していたこともあり、おタコとは顔見知り。時にゲスト出演し、お互いライバルとして笑えるトークを送ってくれていた。
福岡出身で同局で番組を担当していた椎名林檎とは電話番号を交換した仲で、テレビ番組で話したところ芸人仲間が半信半疑であったため実際電話したが、見事に繋がったので羨望の眼差しを送られた。
また、aikoファンでもあり、番組に来た時に「しげちゃん」と呼ばせる仲にまでなった。

### 東京移籍を蹴る
本社が「福岡からもそろそろ東京進出組が出てもいいんじゃないか」と福岡事務所に打診。当時、福岡事務所内では華丸・大吉、コンバット満の次に知名度が高く、東京の番組『わらいのじかん』（テレビ朝日）にも出演したおたこにスポットが当たった。本人は必死に考えたものの、おさむを置いて東京に行くわけにはいかないと結論を出し、こういう話が出たのも「自分がピンで活動しすぎたから」だと思い込んだ。この話を蹴り、ピンの仕事は全て降板。以後、コンビでの仕事でないと引き受けないことにし、自身の番組、CROSS FMの『HYPER SUNDAY SUPER TELEPHONE REQUEST』にて、涙ながらに降板理由を語った。幸い、KBCラジオが「コンビでラジオの仕事を」とオファーを出してくれたことから、本格的にコンビでの仕事を再開した。